# Cardamine dissecta
Cardamine dissecta är en korsblommig växtart som först beskrevs av Leavenw., och fick sitt nu gällande namn av Al-shehbaz. Cardamine dissecta ingår i släktet bräsmor, och familjen korsblommiga växter. Inga underarter finns listade i Catalogue of Life.